# Khiji Chandeshwori
Khiji Chandeshwori (nep. खिजीचण्डेश्वरी) – gaun wikas samiti we wschodniej części Nepalu w strefie Sagarmatha w dystrykcie Okhaldhunga. Według nepalskiego spisu powszechnego z 2001 roku liczył on 289 gospodarstw domowych i 1521 mieszkańców (790 kobiet i 731 mężczyzn).